# 法布里克猶太會堂

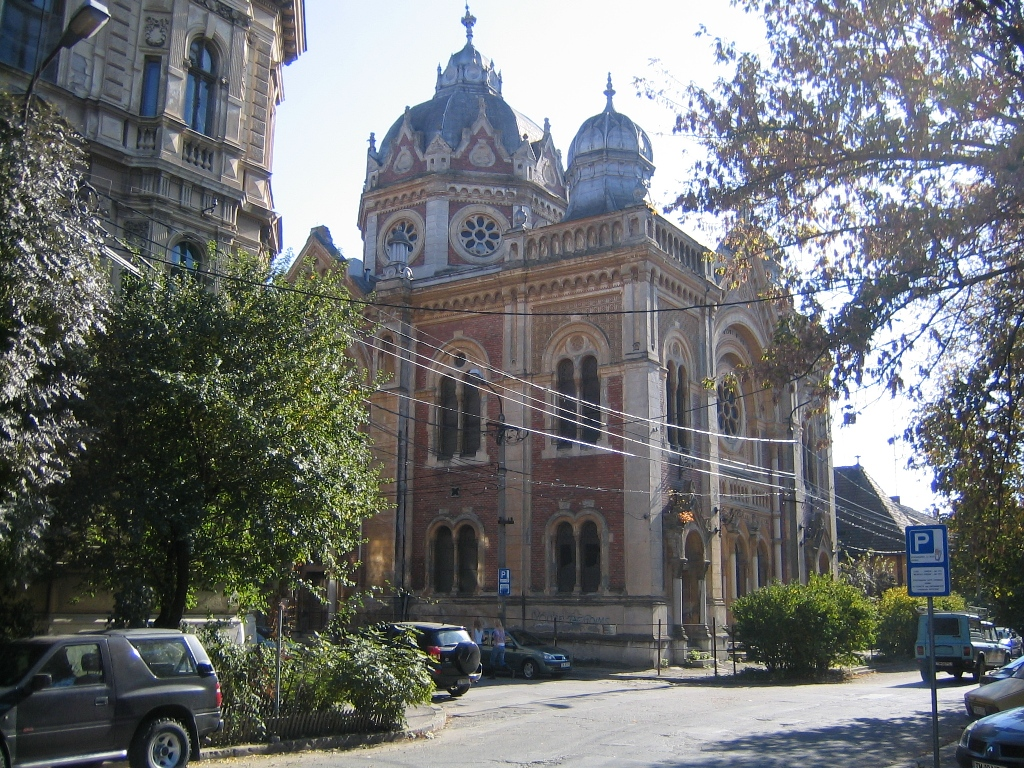
法布里克猶太會堂

法布里克猶太會堂（Fabric New Synagogue in Timișoara）是羅馬尼亞城市蒂米什瓦拉的一座猶太會堂，位於法布里克街區。這座猶太會堂修建於奧匈帝國時期，外觀是摩爾式建築。法布里克猶太會堂的設計者是匈牙利人建築家Lipot Baumhorn。